# Charlie Joiner
Charles B. Joiner Jr. (Many, 14 ottobre 1947) è un ex giocatore di football americano statunitense che ha giocato nel ruolo di wide receiver nella National Football League (NFL). Al college ha giocato a football alla Grambling State University. È stato inserito nella Pro Football Hall of Fame nel 1996.

## Carriera professionistica
Joiner fu scelto nel corso del quarto giro del Draft NFL 1969 dagli Houston Oilers. Iniziò la carriera come defensive back ma passo presto al ruolo di wide receiver nella sua stagione da rookie dopo essere portato fuori in barella a causa di un colpo subito dal running back dei Denver Broncos Floyd Little. Joiner rimase a Houston fino al 1972, quando fu scambiato coi Cincinnati Bengals, con cui rimase fino al 1975. Quell'anno fu scambiato coi San Diego Chargers, coi quali rimase fino al ritiro avvenuto dopo la stagione 1986. Prima di lasciare i Bengals stabilì il record di franchigia ricevendo 200 in una singola gara.
Fu con lo spettacolare attacco dei Chargers soprannominato "Air Coryell, diretto dall'allenatore Don Coryell, che Joiner disputò le stagioni più produttive della carriera, superando per quattro volte le mille yard stagionali e venendo convocato per tre Pro Bowl (1976, 1979–80) e inserito nella formazione ideale della stagione All-Pro nel 1980. Anche se non disputò mai il Super Bowl, Joiner aiutò i Chargers a raggiungere la finale della AFC nel 1980 e nel 1981. Nella finale del 1980 ricevette 6 passaggi per 130 yard e segnò due touchdown. Nel gennaio 1982 giocò un ruolo chiave nella vittoria nel divisional round dei playoff di San Diego per 41-38 nei tempi supplementari Miami Dolphins, in una gara divenuto famosa come "The Epic in Miami". Joiner ricevette 7 passaggi per 108 yard, incluse due ricezioni chiave nel drive che diede la vittoria alla sua squadra.
Joiner terminò le sue 18 stagioni da professionista con 750 ricezioni per 12.146 yard e 65 touchdown. Si ritirò come l'allora primatista della storia della NFL per ricezioni, yard ricevute e gare giocate da un wide receiver (239).

## Palmarès
- (3) Pro Bowl (1976, 1979, 1980)
- All-Pro (1980)
- Club delle 10.000 yard ricevute in carriera
- Formazione ideale del 40º anniversario dei Chargers
- Formazione ideale del 50º anniversario dei Chargers
- Chargers Hall of Fame
- Pro Football Hall of Fame (classe del 1996)